# Palazzo Medici Acquaviva
Il Palazzo Medici-Acquaviva è un edificio storico di Napoli, ubicato nella centralissima via Toledo.
La sua principale peculiarità sta nel fatto che il lato meridionale sorse sulla giacitura delle mura aragonesi abbattute nel 1532 dal viceré Don Pedro Alvarez de Toledo. In base a ciò si può ipotizzare senza remore che esso venne eretto in anni immediatamente successivi. Nel 1748, quando si effettuò una sistemazione del largo della Chiesa di Monteoliveto e si intraprese l'edificazione completa dell'attuale via Tommaso Caravita, apparteneva al nobile Giuseppe Borgia. In una planimetria degli anni '30 del XX secolo, relativa al Rione Carità (il quale venne completamente demolito tra gli anni '30 e gli anni '50), viene citato con questo nome. I Medici-Acquaviva lo acquistarono nel corso del XIX secolo e probabilmente a loro si deve il definitivo rifacimento neoclassico della facciata e del portale.
La ristrettezza del suolo su cui insiste è affrontata nell'organizzazione degli spazi interni con una soluzione insolita: la scala aperta dall'unica arcata si frappone tra il primo e il secondo cortile e si sale attraverso essa tramite un rampante curvo a sinistra del primo cortile.
Allo stato attuale è adibito ad abitazioni private in buone condizioni manutentive. Nel primo piano si conservano alcune sale, i cui soffitti sono decorati da stucchi e cassettonati ottocenteschi.